# Citizen Cup 1990
Citizen Cup 1990 — жіночий тенісний турнір, що проходив на відкритих кортах з ґрунтовим покриттям Am Rothenbaum у Гамбургу (Західна Німеччина). Належав до турнірів 2-ї категорії в рамках Туру WTA 1990. Відбувсь утринадцяте і тривав з 30 квітня до 6 травня 1990 року. Перша сіяна Штеффі Граф здобула титул в одиночному розряді, свій четвертий підряд на цьому турнірі.

## Фінальна частина

### Одиночний розряд
Штеффі Граф —  Аранча Санчес Вікаріо 5–7, 6–0, 6–1
- Для Граф це був 4-й титул в одиночному розряді за сезон і 48-й — за кар'єру.

### Парний розряд
Джиджі Фернандес /  Мартіна Навратілова —  Лариса Савченко-Нейланд /  Гелена Сукова 6–2, 6–3